# Raquel de la Cruz
Raquel de la Cruz Valentín (nacida el 19 de febrero de 1970 en Toledo, España) es una política española. Fue diputada por Toledo entre 2000 y 2008. Miembro del Grupo Parlamentario Socialista del Congreso.
Diputada de la VII Legislatura. Licenciada en Derecho. Abogada. Diputada Provincial (1999-2003). Primera Teniente de Alcalde. Concejal de Hacienda y Personal del Ayuntamiento de Sonseca (Toledo). Durante el año 2003 Concejal de Hacienda e Industria y Desarrollo Local del Ayuntamiento de Sonseca (Toledo). Presidenta de la Mancomunidad Industrial Orgaz-Sonseca.

## Actividad Profesional
- Vocal de la Comisión de Asuntos Exteriores
- Portavoz adjunta de la Comisión de Economía y Hacienda
- Vocal de la Comisión de Administraciones Públicas

- Datos: Q6100518